# نيسك أباد (أختاتشي)
نیسك أباد (بالفارسية: نیسک‌آباد) هي قرية تقع في إيران في قسم أختاتشي الريفي. يقدر عدد سكانها بـ 71 نسمة .